# 1904년 하계 올림픽 테니스
1904년 하계 올림픽 테니스는 미국 세인트루이스에서 개최된 1904년 하계 올림픽의 경기 종목이다. 2개국에서 36명의 선수가 참가하였으며, 2개 세부 종목으로 진행되었다.

## 참가국
테니스 종목은 2개국에서 36명의 선수가 참가하였다.
| - 독일 (1명) | - 미국 (35명) |

## 메달 집계

### 최종 순위
| 순위 | 국가 | 금메달 | 은메달 | 동메달 | 합계 |
| ---- | ---- | ------ | ------ | ------ | ---- |
| 1    | 미국 | 2      | 2      | 4      | 8    |
| 합계 | 합계 | 2      | 2      | 4      | 8    |

### 메달리스트
| 종목             | 금                                       | 은                                     | 동                                     |
| ---------------- | ---------------------------------------- | -------------------------------------- | -------------------------------------- |
| 남자 단식 자세히 | 빌스 라이트 · 미국                       | 로버트 르로이 · 미국                   | 알폰조 벨 · 미국                       |
| 남자 단식 자세히 | 빌스 라이트 · 미국                       | 로버트 르로이 · 미국                   | 에저 레오너드 · 미국                   |
| 남자 복식 자세히 | 미국 (USA) · 빌스 라이트 · 에저 레오너드 | 미국 (USA) · 로버트 르로이 · 알폰조 벨 | 미국 (USA) · 클래런스 갬블 · 아서 웨어 |
| 남자 복식 자세히 | 미국 (USA) · 빌스 라이트 · 에저 레오너드 | 미국 (USA) · 로버트 르로이 · 알폰조 벨 | 미국 (USA) · 조셉 웨어 · 앨런 웨스트   |

## 참고 문헌
- 국제 올림픽 위원회 - 1904년 하계 올림픽 테니스 경기 결과 (영어)
- (영어) George Seymour Lyon - Olympic Individual gold medal winner 1904
- (영어) Lucas, Charles J. P. (1905). 《The Olympic Games, 1904》 (PDF). Saint Louis, Missouri: Woodward & Tiernan Printing Co. 2011년 5월 14일에 원본 문서 (PDF)에서 보존된 문서. 2010년 10월 12일에 확인함.
- (폴란드어) Pawel, Wudarski (1999). “Wyniki Igrzysk Olimpijskich”. 2008년 10월 14일에 원본 문서에서 보존된 문서. 2006년 12월 17일에 확인함.
- (영어) “Gymnastics of War at the 1904 St. Louis Summer Games”. sports-reference.com. 2011년 7월 26일에 원본 문서에서 보존된 문서. 2010년 10월 12일에 확인함.
- (영어) De Wael, Herman. “Herman's Full Olympians: "Tennis 1904".”. 2005년 2월 26일에 원본 문서에서 보존된 문서. 2010년 10월 12일에 확인함.

| 올림픽 테니스 |                                             |             |
| 이전 대회     | 1904년 하계 올림픽 테니스 세인트루이스 1904 | 다음 대회   |
| 파리 1900     | 1904년 하계 올림픽 테니스 세인트루이스 1904 | 아테네 1906 |